# Netzwerk Berlin
Das Netzwerk Berlin ist ein Zusammenschluss sich als „progressiv“ bezeichnender SPD-Bundestagsabgeordneter, die als Netzwerker bezeichnet werden und ist - neben der Parlamentarischen Linken und dem – im sozialdemokratischen Spektrum – rechten und konservativen Seeheimer Kreis - eine der drei  Strömungen innerhalb der Bundestagsfraktion. Es wird parteiintern den Reformern zugerechnet.
Das Netzwerk wurde 1999 von zehn SPD-Abgeordneten im Alter von 23 bis 43 Jahren gegründet. Die Initiative ging von Hans-Peter Bartels, Kurt Bodewig und Hubertus Heil sowie von Jürgen Neumeyer, dem ersten Netzwerk-Geschäftsführer, aus. Seit der 18. Legislaturperiode vereint das Netzwerk Berlin jeweils entsprechend der Größe der Fraktion rund ein Viertel der Mitglieder der Bundestagsfraktion in sich.
Prominente Vertreter des Netzwerk Berlin waren unter anderen der ehemalige Parteivorsitzende Sigmar Gabriel, der damalige Fraktionsvorsitzende und Vize-Präsident des Deutschen Bundestages Thomas Oppermann und der heutige Bundesminister für Umwelt, Naturschutz und Reaktorsicherheit Carsten Schneider.
Im stellvertretenden Fraktionsvorstand sowie unter den parlamentarischen Geschäftsführern der 20. Legislaturperiode waren viele Netzwerker vertreten: Katja Mast (erste parlamentarische Geschäftsführerin), Verena Hubertz (Wirtschaft, Bau, Wohnen, Tourismus, Klimaschutz und Energie) und Johannes Fechner (parlamentarischer Geschäftsführer und Justiziar der Fraktion).  
Die ehemalige stellvertretende Bundestagspräsidentin Aydan Özoğuz ist ebenfalls Netzwerkerin.
Das Sprecherteam besteht aus Dorothee Martin, Markus Töns und Armand Zorn.

## Geschichte
1992 waren nur acht der SPD-Bundestagsabgeordneten unter 40 Jahre alt. Sie organisierten sich damals erstmals als so genannte Youngster innerhalb der Fraktion. Erster Youngster-Sprecher war der spätere Staatsminister und Netzwerker Hans Martin Bury. 1998 waren es bereits 36 junge SPD-Abgeordnete, die ins Parlament gewählt wurden, die die Gruppe bildeten. Außer ihrem Alter hatten die Youngster keine politisch-inhaltlichen Gemeinsamkeiten, die über das in der SPD-Fraktion Übliche hinausgingen. Daraus entstand die Idee, ein Netzwerk als Generationenzusammenhang zu gründen, das ein gemeinsames inhaltliches Projekt verfolgt und innerhalb der SPD-Fraktion eine politische Rolle spielt.
Die Gründung hatte zwei Ursachen:
- Viele Personalentscheidungen in der SPD-Fraktion wurden von den beiden traditionellen Flügeln dominiert, die dabei häufig nach dem Senioritätsprinzip entscheiden. Die zumeist neu in den Bundestag gewählten Abgeordneten wollten sich damit nicht abfinden.
- Die Netzwerker kritisierten, dass die Politik der rechten Seeheimer zu konservativ-traditionalistisch und die der parlamentarischen Linken zu prinzipienlos, pragmatisch und modernistisch sei. Sie wollten diesen eine Strömung entgegenstellen, die sich an den  Grundwerten orientierten progressiven Reformismus entgegenstellen, der sich vom überkommenen, schablonenhaften Rechts-Links-Gefüge befreit.

Dabei kann ein Teil des Netzwerks an gewachsene Traditionen der undogmatisch-reformsozialistischen Strömung der Jusos anknüpfen, insbesondere Kurt Bodewig, Peter Friedrich, Kerstin Griese, Hubertus Heil, Eva Högl, Christian Lange, Michael Roth und Ute Vogt, die in den 1980er und 1990er Jahren dem Juso-Bundesvorstand angehörten beziehungsweise an der Spitze eines Bezirks oder Landesverbandes standen.

## Mitglieder und Aktive
Nach der Bundestagswahl 2002 hat das Netzwerk sein Konzept als Generationszusammenhang teilweise aufgegeben. Seitdem können auch ältere SPD-Abgeordnete Mitglied werden. 2002 hat es sich mit einem damals sechsköpfigen Sprecherkreis, der inzwischen in Vorstand umbenannt wurde, erstmals eine gewählte Vertretung gegeben. Im Netzwerk Berlin sind Doppelmitgliedschaften möglich. Eine Reihe von Netzwerkern, die nicht dem Vorstand angehören, sind gleichzeitig Mitglied einer der beiden traditionellen Flügel-Zusammenschlüsse der Fraktion. In der 20. Wahlperiode gehörten ca. 50 SPD-Abgeordnete dem Netzwerk Berlin an.
Über die Abgeordneten hinaus ist das Netzwerk Berlin mit seinem "Freundeskreis" eine offene Plattform. Zu den Aktiven gehören insbesondere Mitarbeiter der sozialdemokratischen Abgeordnetenbüros im Bundestag, aber auch Mitarbeiter aus Ministerien und anderen politisch-administrativen Einrichtungen in Berlin. Darüber hinaus hat das Netzwerk den Anspruch, Interessierte aus den Bereichen Wissenschaft, Wirtschaft, Kultur und Medien mit einzubeziehen.

## Aktivitäten
In Bundestags-Sitzungswochen fanden bis zur Corona-Pandemie 2020 jeden Donnerstag offene Netzwerk-Treffen im Reichstagsgebäude statt, auf denen mit Persönlichkeiten aus Politik, Wirtschaft, Wissenschaft, Medien oder Kultur diskutiert wird. Dabei erhebt das Netzwerk den Anspruch, „über die Tagespolitik hinaus“ zu denken. Das anschließende gemütliche Beisammensitzen gehört mit zum Konzept der Netzwerk-Bildung.  
Darüber hinaus werden zumeist in Zusammenarbeit mit der Friedrich-Ebert- oder der Hans-Böckler-Stiftung unregelmäßig Kongresse, Konferenzen, Seminare und Tagungen veranstaltet. 
Von 1999 bis 2017 gaben die Netzwerk-Abgeordneten das Zwei-Monats-Magazin Berliner Republik heraus. Aktuell erfolgen keine Veröffentlichungen mehr (Stand: September 2019). Der ehemalige Zeit-Redakteur Tobias Dürr war seit 2001 Chefredakteur, zuvor hatte der Netzwerker Hans-Peter Bartels die Schriftleitung inne. Vorsitzende des Berliner Republik e. V. war Kirsten Lühmann, ihre Stellvertreter waren Martin Rabanus und Thomas Hitschler.
Seit 2023 führt das Netzwerk Berlin jährlich die NetzwerkLOUNGE als Sommerfest durch, bei der auch Bundeskanzler Olaf Scholz, die Parteivorsitzenden der SPD sowie hochrangige Vertreter anderer demokratischer Fraktionen als Gäste und Rednerinnen begrüßt wurden. 

## Positionen
Zentrales Thema des Netzwerks war die Diskussion um ein neues Grundsatzprogramm der SPD, zu der 2003 ein eigener Impuls mit dem Titel Die neue SPD veröffentlicht wurde: „Wir Sozialdemokraten setzen auf die Fähigkeit und die Bereitschaft zu Freiheit und Verantwortung. Wir wollen mit allen engagierten Menschen in unserem Land und überall auf der Welt zusammenarbeiten, um eine bessere Welt zu schaffen“, heißt es in dem Impuls. „Diese Idee eines anderen und besseren Zusammenlebens hat in der Geschichte der Sozialdemokratie den Namen demokratischer Sozialismus geführt. Auch wenn dieser Begriff nun seine abgrenzende Bedeutung und politische Strahlkraft verliert, bleibt das, wofür er immer gestanden hat, für die Sozialdemokratie eine unbedingte Verpflichtung.“
Trotz ihrer Beiträge zur Programmdebatte und der Diskussionen in ihrem „Theorieorgan“ Berliner Republik gelten die Netzwerker „als jung, unideologisch, pragmatisch und brav“ (taz) und als weitgehend angepasste Unterstützer der durch Gerhard Schröders Agenda 2010 umrissenen Reformpolitik. Die FAZ meint dazu: „Eine Gruppierung, die sich als zentristisch versteht und die Schröders Reformpolitik unterstützen wollte, hat es schwer, ein kantiges Profil zu gewinnen. Auch haben sich die Netzwerker – anders als die Seeheimer – nie als ,Abstimmungsmaschine‘ verstanden, sondern eher als erfrischendes kulturelles Ereignis in einer Volkspartei, die alte Ideologie aus dem vergangenen Jahrhundert mit sich herumschleppt.“

## Veröffentlichungen
- Berliner Republik. Jahrgänge 1 (1999) bis heute, Berliner vorwärts Verlagsgesellschaft, ISSN 1616-4903
- Hans-Peter Bartels u. a.: Heute für Reformen kämpfen – Was die gewonnene Bundestagswahl für die nächste sozialdemokratische Generation bedeutet. (PDF) Berlin 2002 (Berliner Republik Dokumentation)
- Sabine Bätzing u. a.: Reformen für Arbeit und Gerechtigkeit – Für eine Politik der sozialen und wirtschaftlichen Erneuerung Deutschlands. (PDF) Berlin 2003 (Berliner Republik Dokumentation)
- Impulse. Für ein neues Grundsatzprogramm der SPD – Die neue SPD: Menschen stärken, Wege öffnen. (PDF; 292 kB) Friedrich-Ebert-Stiftung in Zusammenarbeit mit dem Netzwerk Berlin, Bonn 2003, ISBN 3-89892-225-1
- Die neue SPD – Menschen stärken – Wege öffnen. J.H.W. Dietz Nachf., Bonn 2004, ISBN 3-8012-0345-X
- Netzwerk Berlin (Hrsg.): Der vorsorgende Sozialstaat. deutscher politikverlag, Berlin 2008, ISBN 978-3-937692-04-3